# ウチ＝デレ駅
ウチ＝デレ駅 (ウチ＝デレえき、ロシア語:Уч-Дере) は、ロシアクラスノダール地方ソチにあるロシア鉄道北カフカース鉄道支社の駅である。

## 歴史
- 1929年 - 開業。

## 駅構造
単式ホーム1面1線を有する地上駅である。駅舎はなくホームの中央部に屋根があるのみで、切符売り場はない。駅周辺にはビーチなどの観光地が多く存在する。

## 隣の駅
ロシア鉄道北カフカ―ス鉄道支社
トゥアプセ - ヴェショロエ線
ゴルニ・ヴォスドゥフ駅 - ウチ＝デレ駅 - ダゴミス駅